# Rpety
Rpety (en allemand : Erpet) est une commune du district de Beroun, dans la région de Bohême-Centrale, en République tchèque. Sa population s'élevait à 487 habitants en 2020.

## Géographie
Rpety se trouve à 7 km au sud-ouest de Žebrák, à 19 km au sud-sud-ouest de Beroun et à 46 km au sud-ouest de Prague.
La commune est limitée par Kotopeky au nord, par Lochovice à l'est, par Jince, Felbabka et la zone militaire de Brdy au sud, et par Podluhy et Hořovice à l'ouest.

## Histoire
La première mention écrite de la localité date de 1115.